# جزیره زلیونی (جزایر کوریل)
جزیره زلیونی (انگلیسی: Zelyony Island) یک جزیره در استان ساخالین کشور روسیه است.